# Anadevidia inchoata
Anadevidia inchoata är en fjärilsart som beskrevs av Walker 1865. Anadevidia inchoata ingår i släktet Anadevidia och familjen nattflyn. Inga underarter finns listade i Catalogue of Life.